# Cyanocorax heilprini
Cyanocorax heilprini là một loài chim trong họ Corvidae.